# スペインによるアメリカ大陸の植民地化

スペインとポルトガルの植民地（1790年）

スペインのコンキスタドールの旗。コルテス、ピサロらによって使用された。

スペインによるアメリカ大陸の植民地化（スペインによるアメリカたいりくのしょくみんちか）では、15世紀から17世紀におけるスペインによる新大陸の征服活動および植民地化活動について説明する。

## コロンブスの航海とカリブ海の征服

### コロンブスの航海

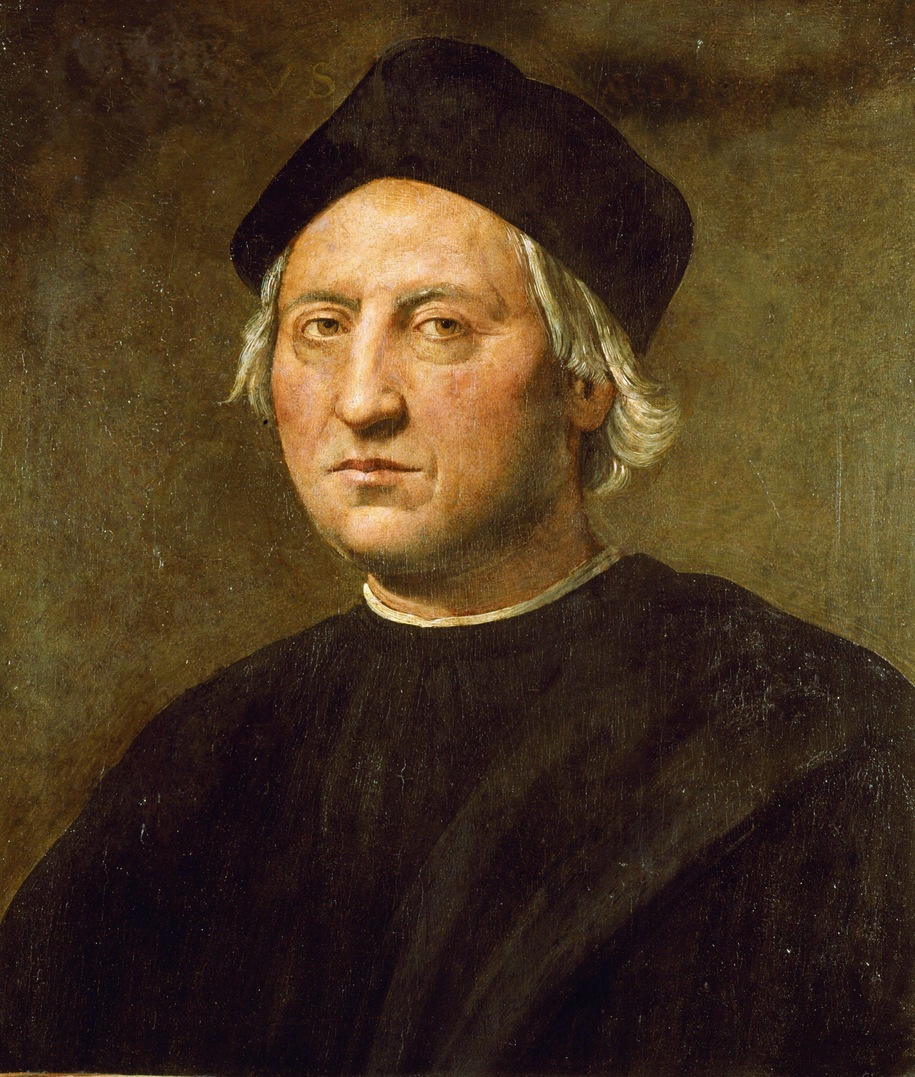
アメリカ大陸の「発見」者クリストファー・コロンブス

クリストファー・コロンブスの四度の航海

レコンキスタが終焉し、スペインからイスラム勢力が消滅した1492年にクリストファー・コロンブスがアメリカ大陸を「発見」して以降、スペイン人はカリブ海やその近辺の大陸に対する機会を生かそうと考えた。1494年にローマ教皇アレクサンデル6世の仲裁によってスペインとポルトガルの間にトルデシリャス条約が結ばれ、スペインは「新大陸」における征服の優先権を認められた。トルデシリャス条約では新たに征服される土地と住民はスペイン国王に属すこととされ、スペイン国王の代行者たるパシフィカドール（鎮定者）は、既に成立した条約に基づいて先住民を服従させるか鎮定する役割を担った。このトルデシリャス条約のため、スペイン人が先住民に出会った際に、先住民に対しての選択肢は征服以外に存在しなくなり、このことがポルトガルやイギリス、フランスによるアメリカ大陸の征服とスペインのそれの特徴を大きく異なったものとした。
トルデシリャス条約により、スペインによるアメリカ大陸制圧を担った者達はコンキスタドール（征服者）と呼ばれた。また、コロンブスが到達した地に居住していた人々は、自らがインドに到達したと思ったコロンブスによってインディオ（インド人）と呼ばれたため、以降アメリカ大陸の人々はヨーロッパ人によってインディオやインディアンといった呼称で呼ばれるようになった。

### 大アンティル諸島
コロンブスの「発見」後、はじめに征服が行われたのは、カリブ海の大アンティル諸島だった。この地域の先住民族は、タイノ族やカリブ族といった複数の集団からなっており、彼らは独自の文化と生活様式を持っていた。大アンティル諸島には南アメリカ北東部のギアナ高地から渡ってきたカリブ人やアラワク系のタイノ人が居住していたが、征服者はまずカリブ海の大アンティル諸島各地を征服し、1496年にはクリストファー・コロンブスの弟バーソロミュー・コロンブスによってイスパニョーラ島東部にサント・ドミンゴが建設され、アメリカ州初のヨーロッパ人による都市が建設された。1508年にフアン・ポンセ・デ・レオンはプエルトリコの征服を開始した。1509年にはフアン・デ・エスキベルがハマイカ島を征服した。1511年にはディエゴ・ベラスケス・デ・クエリャルがキューバ島の征服を開始し、イスパニョーラ島出身のインディオの酋長アトゥエイは征服に激しく抵抗したが、1512年に捕らえられて処刑された。ベラスケスによって1515年にはサンティアゴ・デ・クーバとハバナが建設された。大アンティル諸島のインディオはスペイン人の課した鉱山や砂糖プランテーションでの重労働や、ヨーロッパからもたらされた疫病により、17世紀までに少数の例外を残して絶滅した。1582年にプエルトリコ総督領が、1607年になってキューバ総督領が設置された。

### ベネズエラ

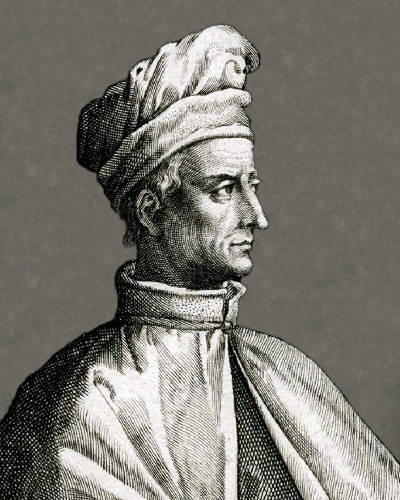
アメリゴ・ヴェスプッチ

コロンブスは1498年に第三回航海で現ベネズエラに相当する地域を訪れた。翌1499年にはアロンソ・デ・オヘダとアメリゴ・ヴェスプッチがマラカイボ湖やマルガリータ島周辺を探検した。アメリゴはコロンブスとは異なり、到達した地をインドではなく新しい大陸だと考え、これを公表したため、この後、長い間名前が存在せず、スペイン人がインディアスと呼んだこの地は、ドイツの地図製作者マルティン・ヴァルトゼーミュラーによってヴェスプッチの名前から「アメリカ」と名付けられた。

### パナマ

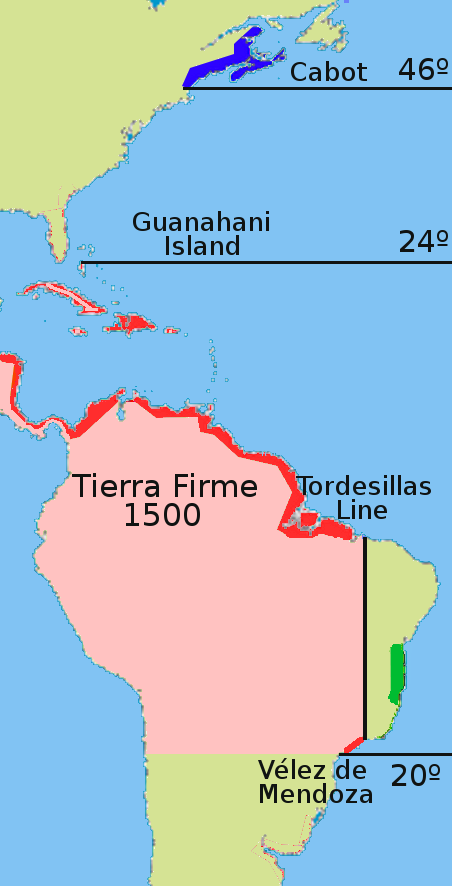
1500年頃のカスティリア・デ・オロ（ティエラ・フィルメ王国）

パナマ地峡には16世紀初頭にロドリーゴ・デ・バスティーダスやクリストファー・コロンブスが訪れていた。ディエゴ・デ・ニクエサは1508年にティエラ・フィルメ王国（パナマ）を与えられると、1510年にサンタ・マリア・ラ・アンティグア・デル・ダリエンとノンブレ・デ・ディオスを建設。1513年にバスコ・ヌーニェス・デ・バルボアの探検により、太平洋が「発見」された。パナマには総督府が置かれ、1519年にペドロ・アリアス・ダビラによってシウダー・デ・パナマが建設された。

## メキシコと中央アメリカの征服
1517年にフランシスコ・エルナンデス・デ・コルドバはユカタン半島にマヤ文明を発見し、翌年にはフアン・デ・グリハルバがメキシコを探検しアステカ文明（メキシコ）を発見した。

### アステカ文明

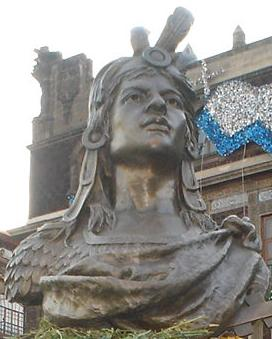
アステカ最後の皇帝クアウテモック

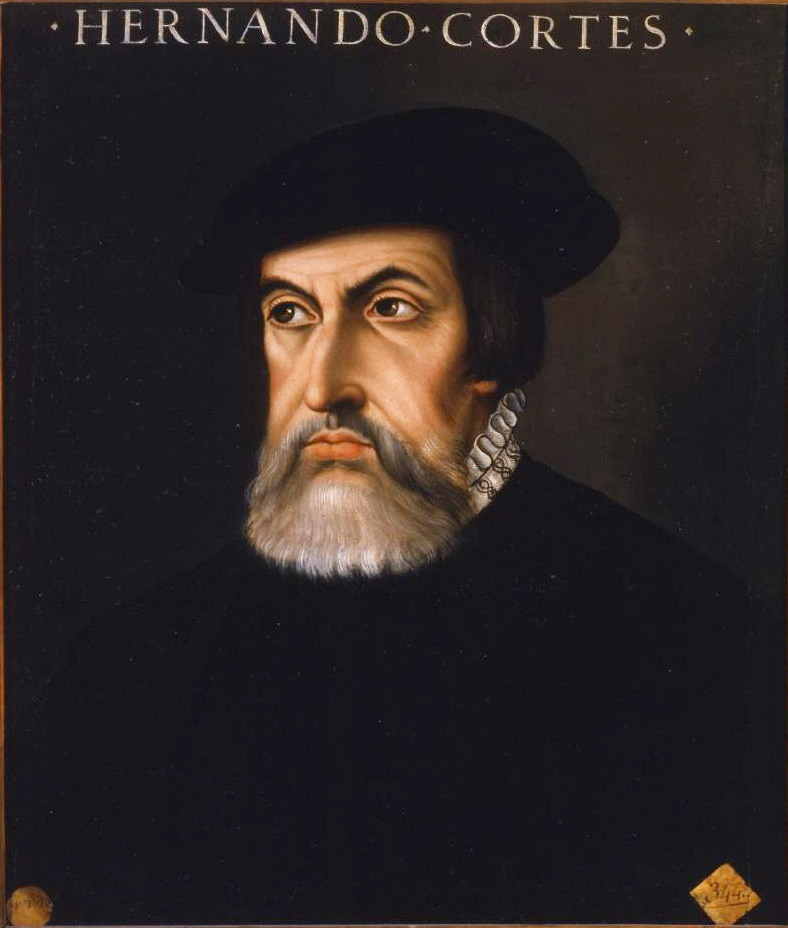
アステカの征服者エルナン・コルテス

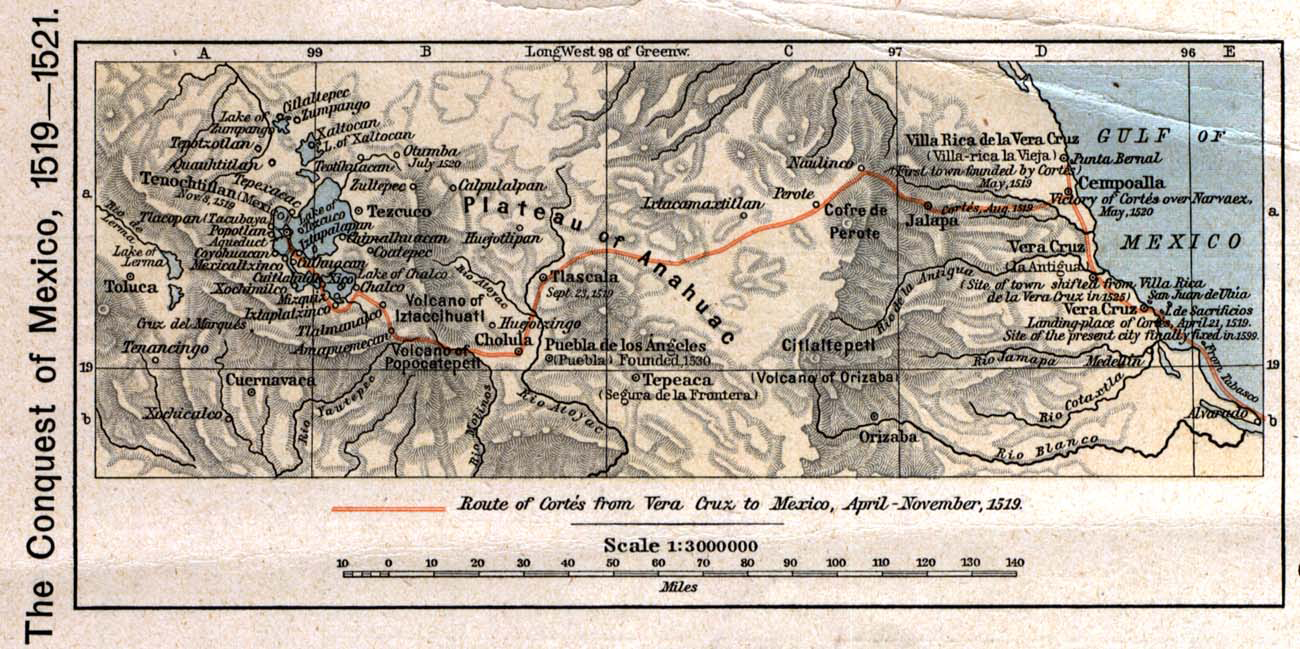
コルテスのアステカ征服

エルナン・コルテスは無断でアステカ文明（メキシコ）の征服を開始し、1519年にキューバからタバスコに上陸し（セントラの戦い）、ベラクルスを建設した。二人の通訳アギラールとマリンチェを使ってセンポアラ人やトラスカラ人と同盟し、1521年にはアステカの首都テノチティトランを攻略し、最後の皇帝クアウテモックを捕らえ、アステカを滅亡させた。征服されたテノチティトランは破壊され、新たにシウダー・デ・メヒコ（メキシコ市）が建設された。1535年にヌエバ・エスパーニャ副王領が創設されると、メキシコ市はその中心となった。

### マヤ文明

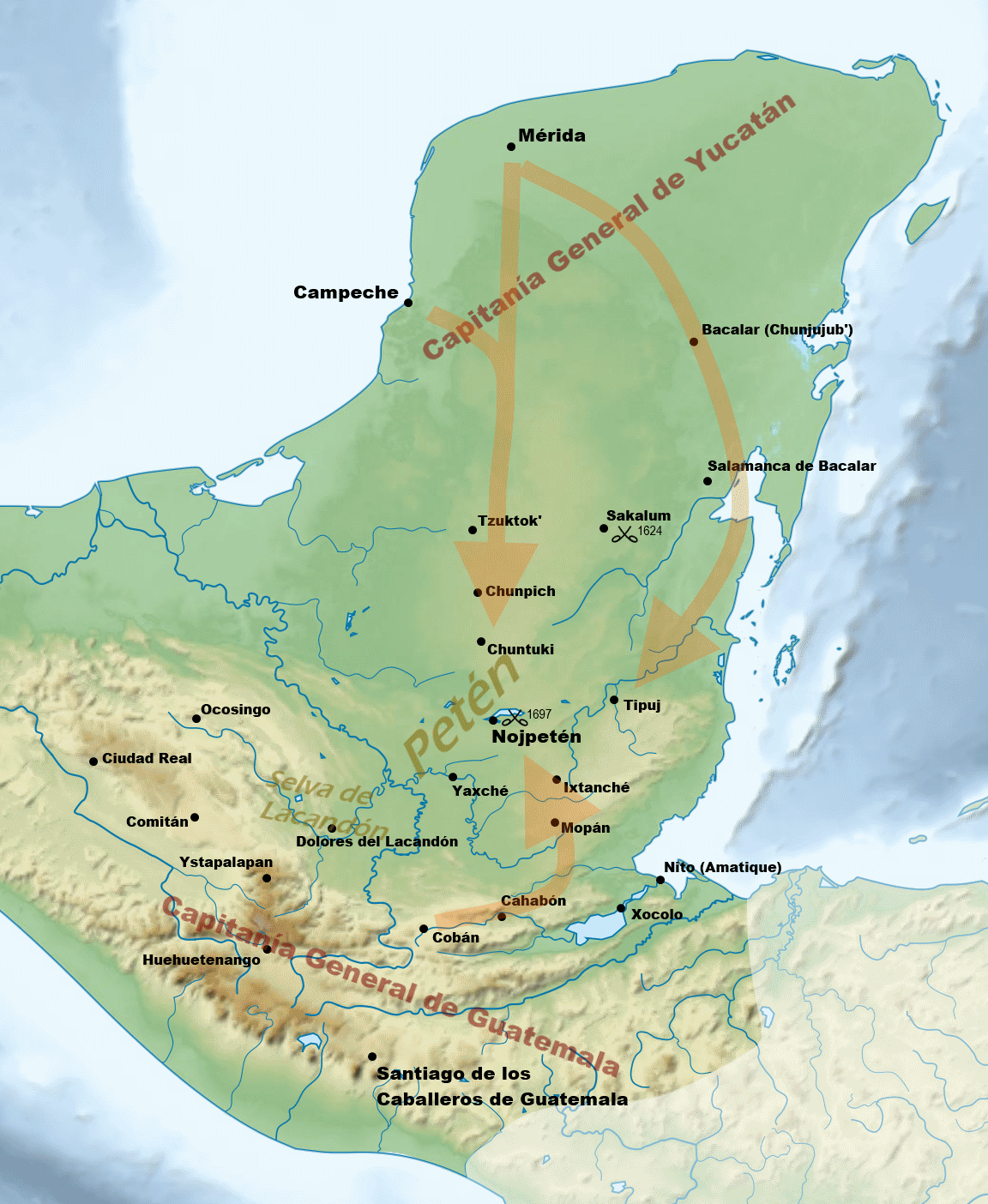
17世紀のペテン盆地の征服

中央アメリカでは、1523年に現グアテマラに相当する地域に上陸したペドロ・デ・アルバラードが翌年グアテマラのマヤ系諸王国（マヤ文明）の征服を開始した。アルバラードはそのままマヤ系のピピル人のクスカトラン王国と戦い（アカフトラの戦い）、翌1525年には現エルサルバドルに相当する地域を征服し、ベルムーダとピチウアテオカン（Sihuatehuacán）は破壊され、新たにサンサルバドルとサンタ・アナが建設された。
また、同時期に南からも征服が進められた。1523年にパナマを拠点にしたフランシスコ・エルナンデス・デ・コルドバによって現ニカラグアとなっている地域の征服が開始された。コルドバはサンティアゴ・デ・ロス・カバジェロス・デ・レオンとグラナダを建設したが、二キラノ人の首長ニカラオは頑強に抵抗し、一度は征服者を追い返した。しかし、1526年にコルドバが処刑され、1527年にロドリーゴ・デ・コントレーラスによってニカラグアは征服された。
現コスタリカに相当する地域の征服は遅れたが、16世紀中にグアテマラからコスタリカまでの地域がヌエバ・エスパーニャ副王領の下位行政組織だったグアテマラ総督領に組み入れられた。
1527年から、フランシスコ・デ・モンテーホによるユカタン半島の征服が始まった。
中央アメリカの征服後、1537年に現ホンジュラスに相当する地域でインディオのカシーケ（首長）であるレンピーラが反乱を起こしたが、制圧された。
1697年にタヤサルが陥落し、マヤ文明の全域がスペインに併合された。

## 北アメリカの征服

### ポンセ・デ・レオン遠征隊
1513年にフアン・ポンセ・デ・レオンがフロリダ半島を探検したのを皮切りに、北アメリカの征服が始まった。

### ナルバエス遠征隊

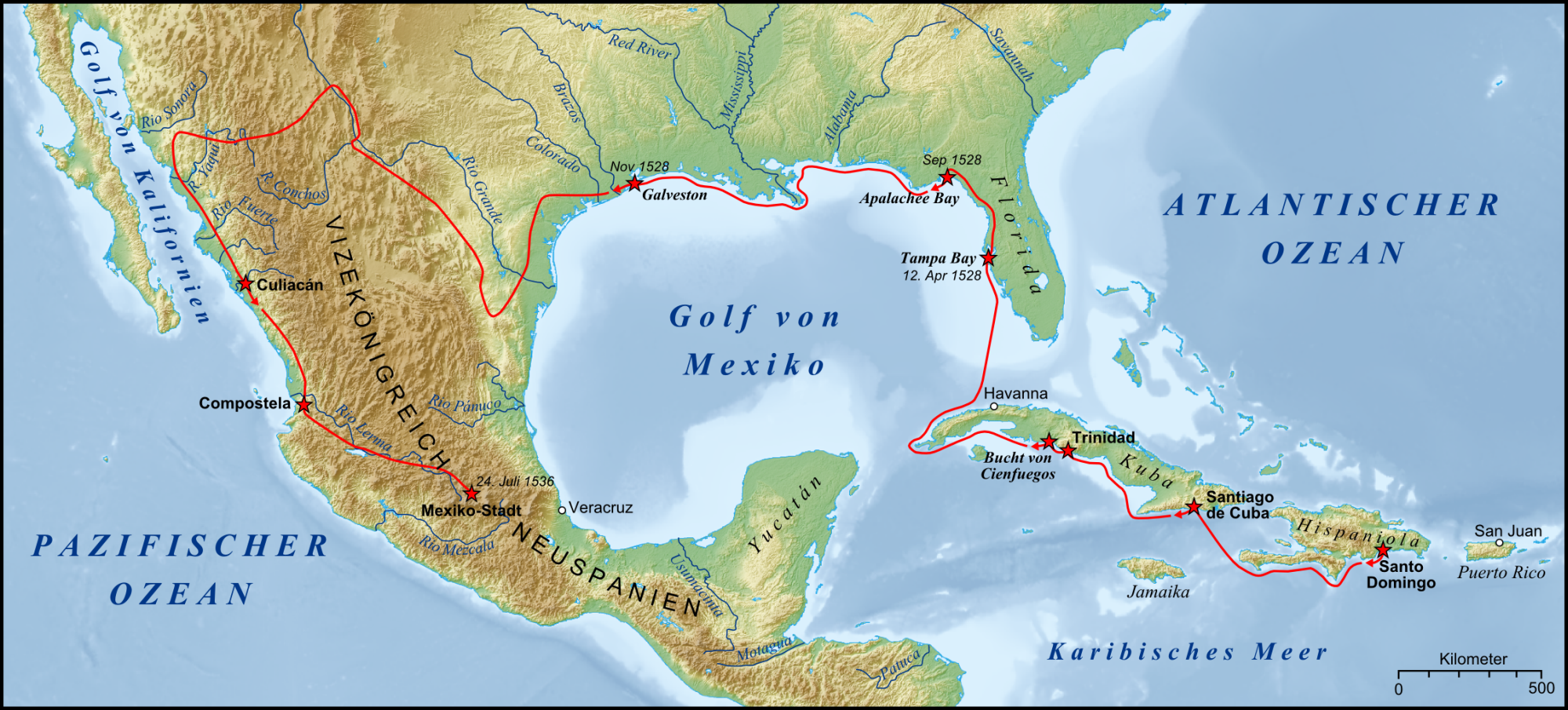
ナルバエス遠征隊

パンフィロ・デ・ナルバエスは1527年と1528年にフロリダとジョージアを通り、初めてテキサスへ入った。悲惨な遠征によって次々と隊員が倒れ、最終的にメキシコ市まで帰還できたのはアルバル・ヌニェス・カベサ・デ・バカら4名のみであった。生還したカベサ・デ・バカは黄金の都シボラの話を恐らくは誇張して聞かせた。

### デ・ソト遠征隊

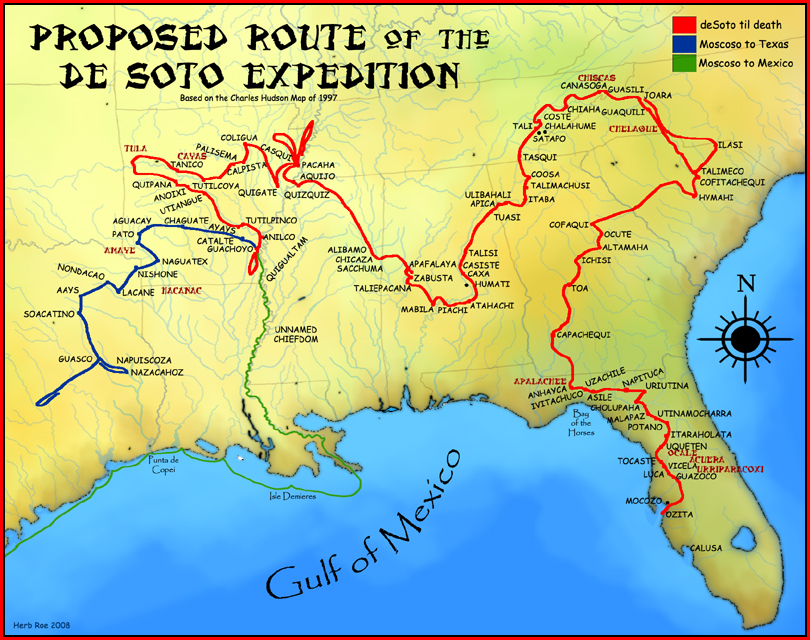
デ・ソト遠征隊

ナルバエス遠征隊の話に興味を示したエルナンド・デ・ソトは、1539年にフロリダに上陸、アパラチア山脈まで北上した後にミシシッピ川を渡り、西のオクラホマまで探険した。

### コロナド遠征隊

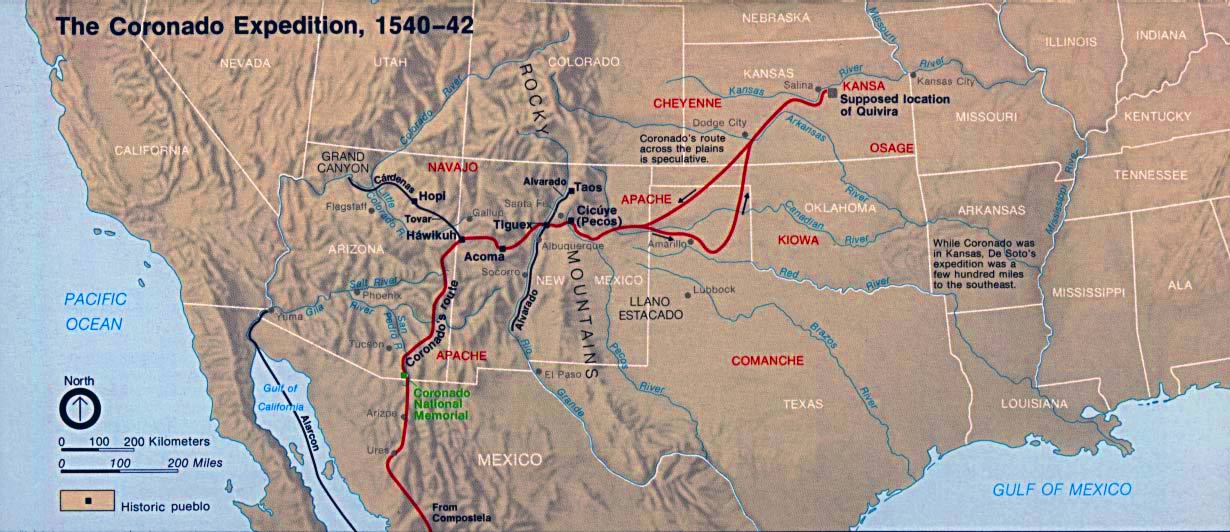
コロナド遠征隊

これとちょうど同じ頃の1540年、フランシスコ・バスケス・デ・コロナドは西から探険し、メキシコ市から北上してアリゾナへ入ってグランドキャニオンを「発見」し、カンザスに到達して1542年に帰着した。

### アラルコン遠征隊
フェルナンド・デ・アラルコンは、カリフォルニアとアリゾナを探検し、コロラド川に到達した。

### ロドリゲス・カブリリョ遠征隊
フアン・ロドリゲス・カブリリョは、1540年に死んだフランシスコ・デ・ウリョアの後任に着任し、1542年にバハ・カリフォルニア半島の探検に派遣されてサンフランシスコ湾の北まで行った。
しかし、これらの北アメリカの探険の全てが、黄金を発見するという目的としては失敗に終わった。

## 南アメリカの征服
南アメリカにおいては、15世紀半ばから中央アンデスのクスコを拠点にタワンティンスーユ（インカ帝国）が勢力を伸ばし、大帝国を築いていた。しかし、インカ帝国は16世紀に入り、パナマからヨーロッパの疫病がもたらされると皇帝ワイナ・カパックをはじめ多くの人々が倒れた。1527年に帝位を巡ってクスコのワスカルとキトのアタワルパが内戦を繰り広げ、国力を消耗していた。現コロンビアに相当する地域では首長制国家が発達し、チブチャ系の諸部族がムイスカ、シヌー、タイロナ、キンバヤ、カリマなどの諸王国を築いていた。パタゴニアにはマプチェ族の首長国が覇を競い、マウレ川を挟んでインカ帝国とも激しい戦い（マウレの戦い）を繰り広げていた。その他の土地には、狩猟や採集によって生計を立てたり、原始的な農耕を行う人々が居住していた。

### ベネズエラ
1523年に現ベネズエラのスクレ州にクマナが建設された。1527年にコロが建設されたが、ベネズエラに相当する地域の征服は遅れ、当初はドイツのアウクスブルクの豪商フッガー家に開拓権が売り渡されたこともあった。しかし、カラカスやロス・テケスのカリブ系族長のグアイカイプーロがインディオをまとめてスペイン人に抵抗する中で征服は進み、1567年にはディエゴ・デ・ロサーダによってサンティアゴ・デ・レオン・デ・カラカスが建設された。1568年にグアイカイプーロは敗れて戦死した（マラカパナの戦い）。

### コロンビア

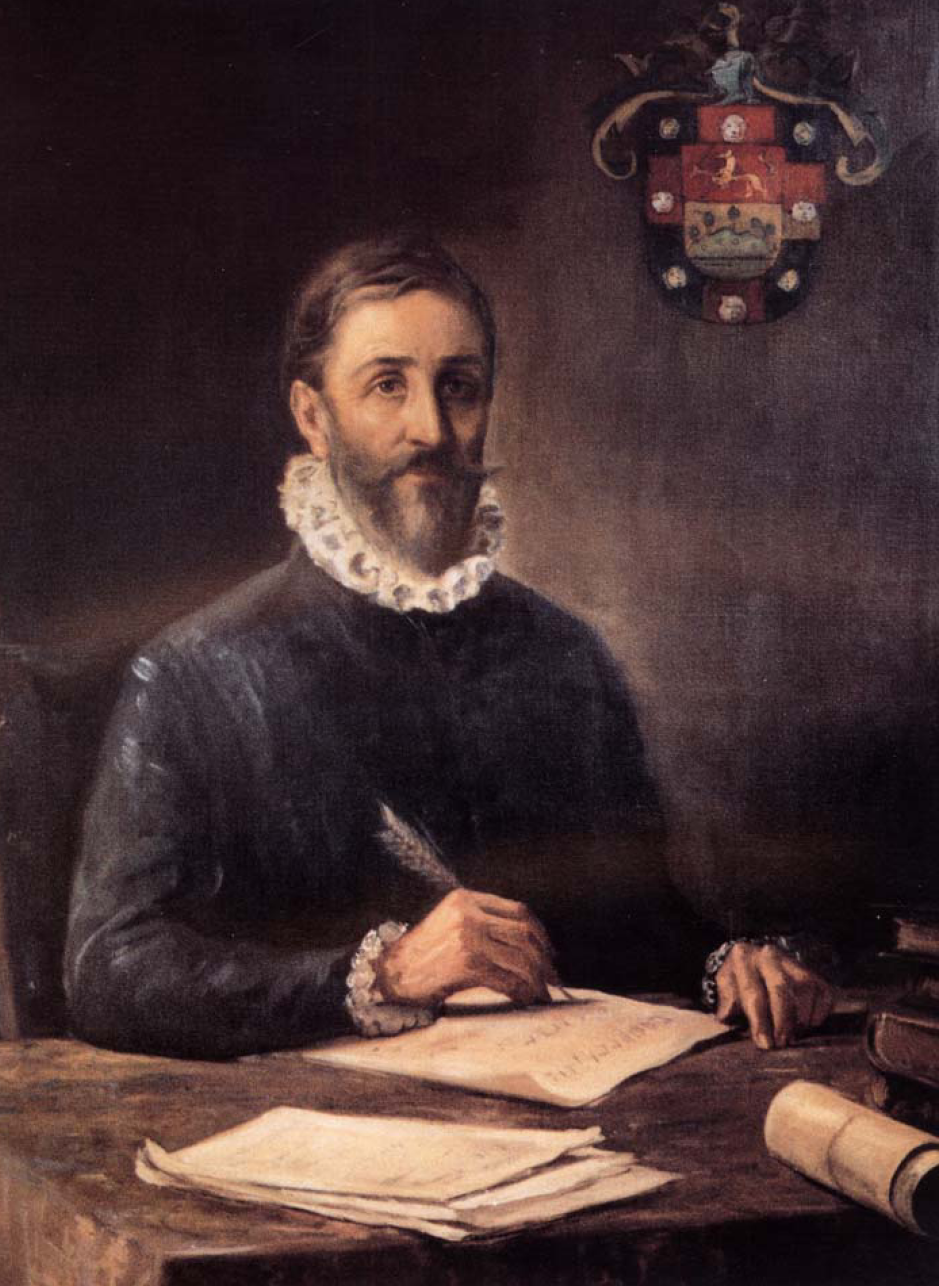
コロンビアの征服者ゴンサロ・ヒメネス・デ・ケサーダ

現コロンビアに相当する地域には1510年11月にサンタ・マリア・ラ・アンティグア・デル・ダリエン（Santa María la Antigua del Darién）が建設され、南アメリカ初のヨーロッパ人による恒久的な植民都市となった。1524年にサンタ・マルタが建設され、1533年にはペドロ・デ・エレディアによってカルタヘナ・デ・インディアスが建設された。ゴンサロ・ヒメネス・デ・ケサーダはエル・ドラード伝説に基づいてサンタ・マルタから出発し、オリノコ川流域の探検を続け、現コロンビアに相当する地域に存在した最大のムイスカ人の王国を征服した。1538年にムイスカ人の首都バカタの跡にサンタフェ・デ・ボゴタが建設された。ケサーダは1539年にボゴタでベネズエラのコロから西進したニコラウス・フェーダーマンとキトから北上したセバスティアン・デ・ベナルカサールに合流したが、国王の裁定を仰ぐことで合意し、裁定によってケサーダにはヌエバ・グラナダ王国元帥の称号が授けられた。

### インカ帝国

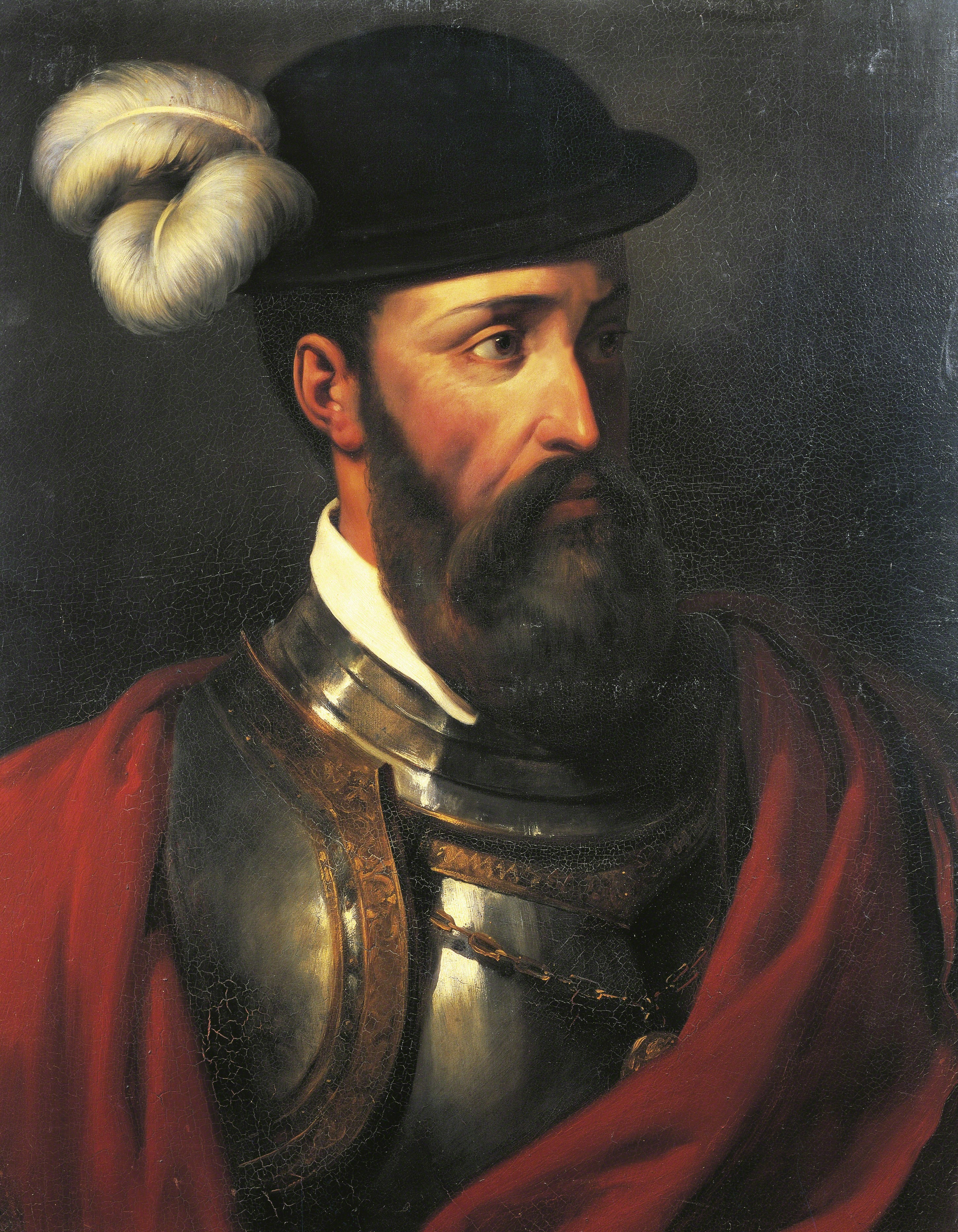
インカ帝国の征服者 フランシスコ・ピサロ

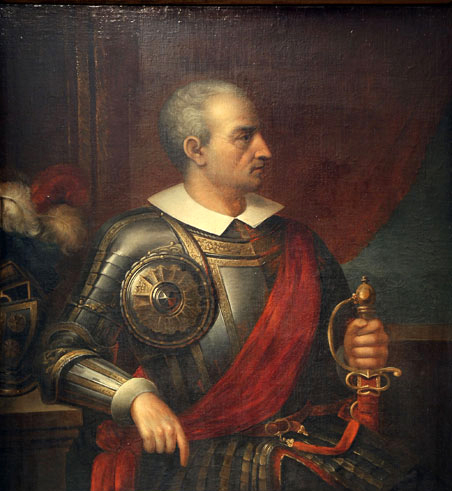
ディエゴ・デ・アルマグロ

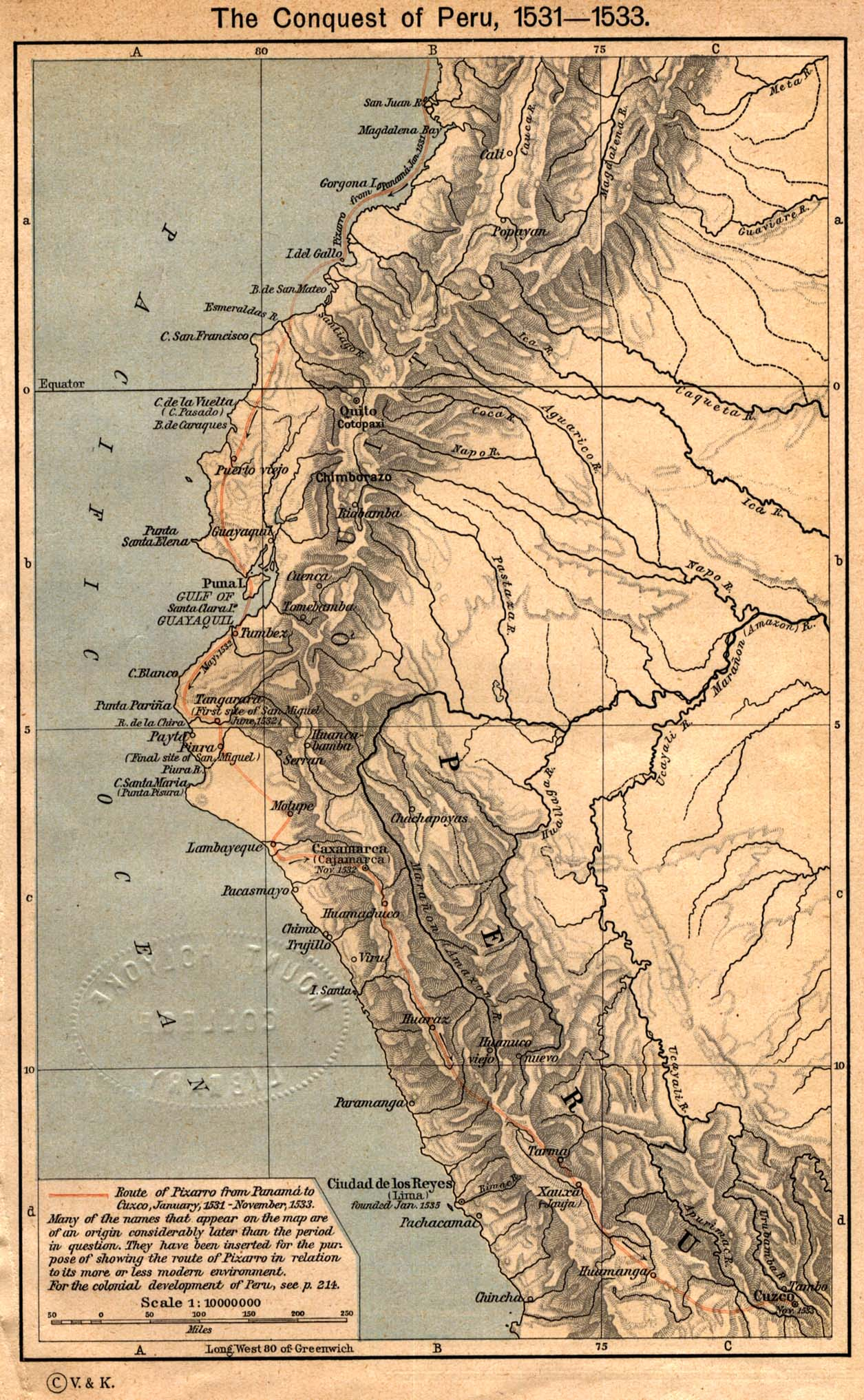
ピサロのインカ帝国征服

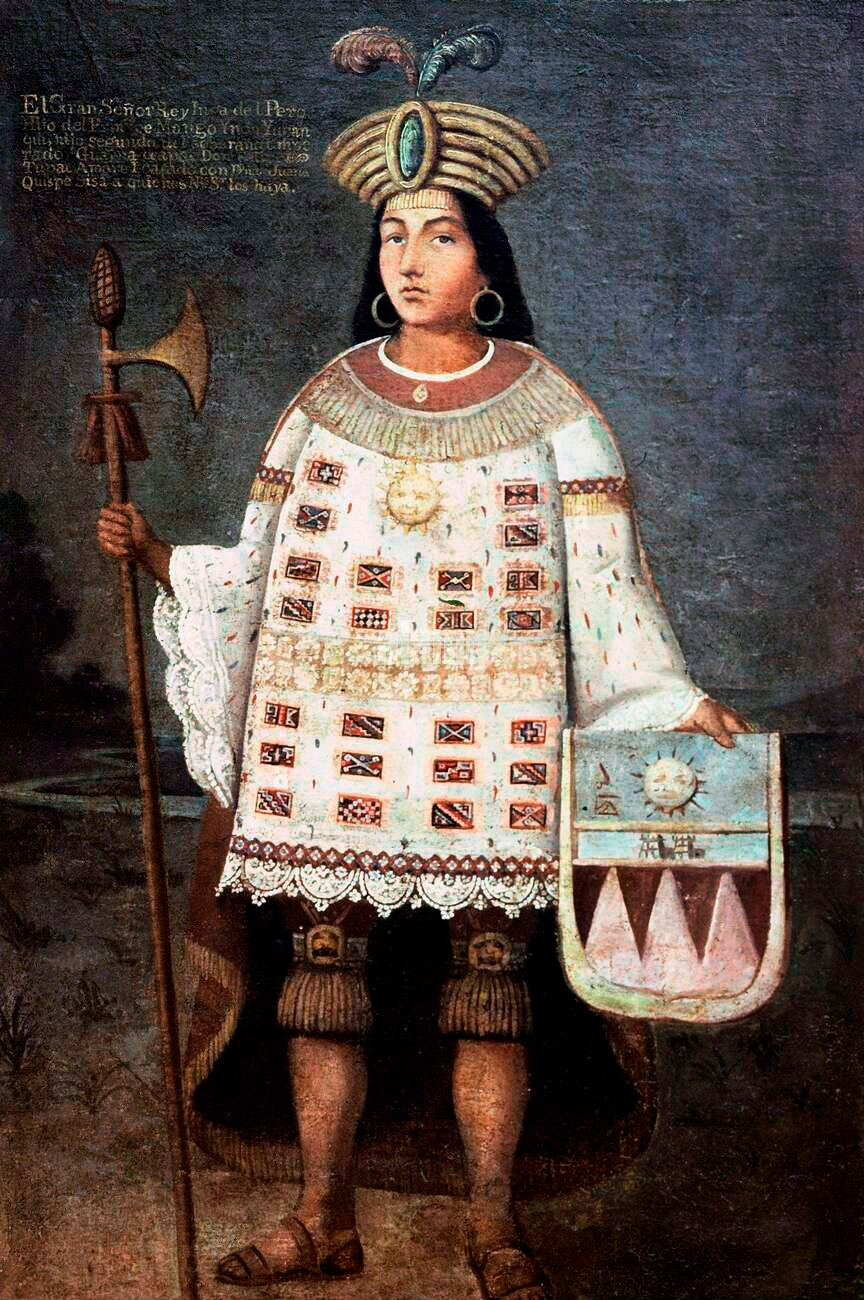
最後のインカ皇帝トゥパク・アマルー

一方、かつてパナマでバルボアに仕え、パナマのインディオから南に「ビルー」（ペルー）という名の豊かな王国が存在することを聞いたフランシスコ・ピサロとディエゴ・デ・アルマグロらは、1526年にペルーを探検し、インカ帝国の存在を知った後に、スペイン王カルロス1世に「ペルー王国」征服の許可を得た。ピサロは1531年に再びパナマから現在のエクアドルに上陸し、インカ帝国の征服を開始した。1532年にはピサロによって現ペルーのピウラ川流域にサン・ミゲル・デ・ピウラが建設された。イタリア戦争で少数部隊戦闘の経験を積んでいたピサロの軍勢は、11月16日のカハマルカの戦いでインカ帝国軍を圧倒し、皇帝アタワルパを捕らえた。ピサロは身代金として皇帝に金銀を要求した後、1533年にアタワルパを処刑し、翌1534年に傀儡のマンコ・インカ・ユパンキ（マンコ2世）を皇帝に据えた。
インカ帝国の首都クスコに入ったピサロ達は新たにスペイン式の伝統に則ってクスコを建設し、1535年には太平洋岸にリマを建設した。1535年にディエゴ・デ・アルマグロはインカ人数千人を引き連れて南に向かった。しかし、探検の結果は大失敗であり、チリにたどり着いたものの黄金を発見しないまま1537年4月にアルマグロはクスコに帰還した。一方クスコでは1536年に傀儡に据えられていたマンコ2世が反乱を起こし、数万人を動員してクスコを包囲した。クスコは陥落しなかったものの、1537年にマンコ2世はビルカバンバに逃れ、ウルバンバ川流域にインカ政権が成立した。同年、アルマグロが帰還した頃にはピサロとアルマグロの対立が表面化し、内戦に発展した。内戦はピサロ派の勝利に終わり、1538年7月にアルマグロは処刑された。
アルマグロ処刑後、1538年にピサロは弟のゴンサーロ・ピサロをティティカカ湖の東へ遠征させ、ゴンサーロ・ピサロはインディオの首長アヤビリ (Ayaviri) を破って現ボリビアに相当する地域を征服した。以降この地はチャルカスやアルト・ペルーと呼ばれ、1540年にはチュキサカ（ラ・プラタ、チャルカスとも。後のスクレ）が建設され、1548年にはアロンソ・デ・メンドーサによってヌエストラ・セニョーラ・デ・ラ・パスが建設された。
フランシスコ・ピサロのペルー支配権は確立したように見えたが、フランシスコ・ピサロは1541年にアルマグロ派によって暗殺された。スペイン王権は巻き返しを図り、1542年にカルロス1世によってペルー副王領が創設され、副王バカ・デ・カストロが派遣された。ペルーのピサロ派はゴンサーロ・ピサロを擁立して自立する動きがあったものの、副王の切り崩しにあってゴンサーロは処刑された。1549年にエンコミエンダの再配分が王権によってなされたことにより、ペルーにおけるスペイン王権の支配は確立した。南アメリカのスペイン領全てを統括するペルー副王領の首都にリマが選ばれると、以降ラテンアメリカ諸国の独立までリマはスペインによる南アメリカ支配の中心地となった。
ピサロのペルー征服中もピウラにはセバスティアン・デ・ベナルカサールらが残留していたが、ベナルカサールは1533年に現エクアドルのカニャーリ人に介入を求められたため、カニャーリ人と同盟してインカ帝国の将軍ルミニャウイと戦い、翌1534年に現エクアドルを征服してサン・フランシスコ・デ・キトを建設した。その後ベナルカサールはキトから北上し、1539年にサンタフェ・デ・ボゴタでゴンサロ・ヒメネス・デ・ケサーダとニコラウス・フェーダーマンに合流した。
一方、ビルカバンバに撤退したマンコ2世は1545年に死去し、その後はスペイン人との宥和政策が続くが、1571年に即位したトゥパク・アマルーは主戦論を採り、第五代ペルー副王フランシスコ・デ・トレドも主戦論を採ったために、1572年にトゥパク・アマルーはスペイン人に捕らえられて処刑され、インカ帝国はその歴史の幕を閉じた。

### マプーチェ人

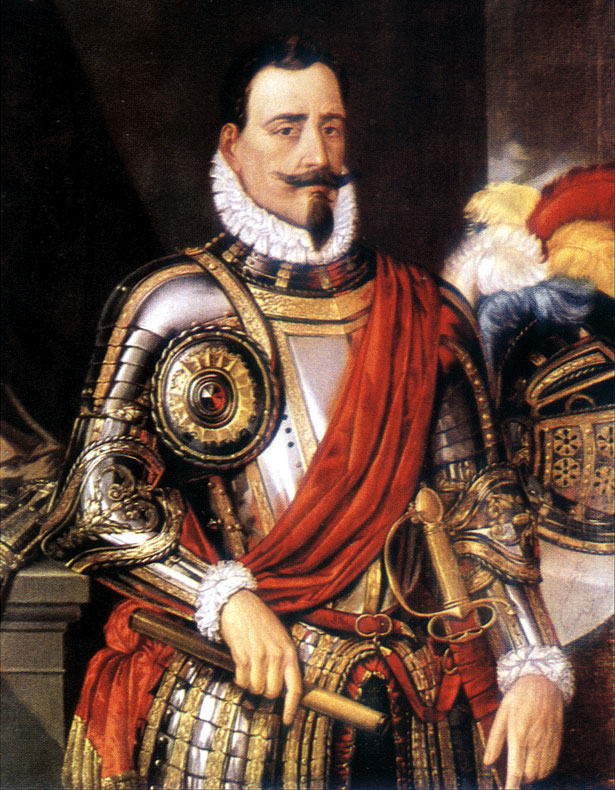
チリの征服者ペドロ・デ・バルディビア

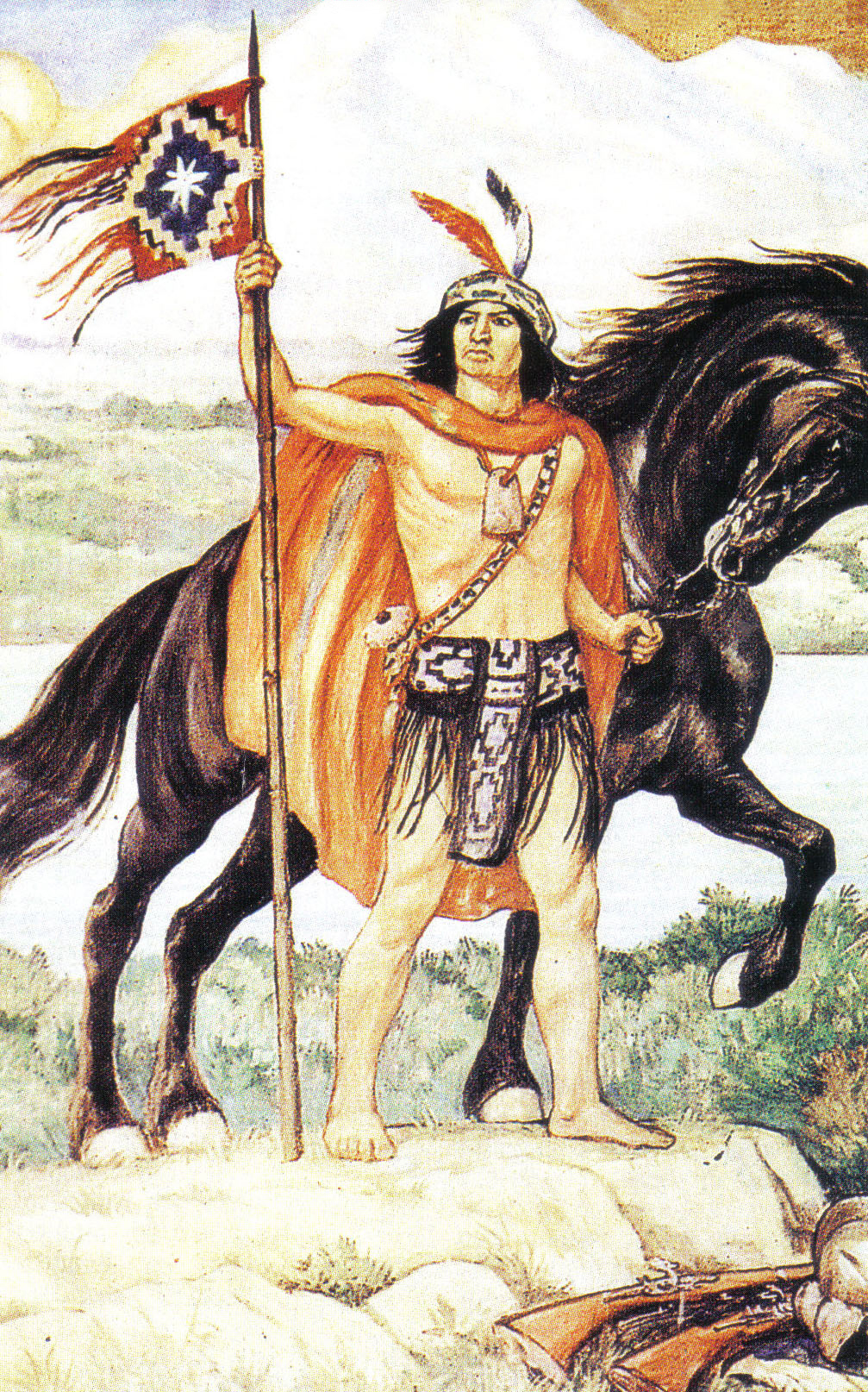
マプーチェ人の指導者ラウタロ

アルマグロの探検によってチリの存在が「発見」された後、1540年にペドロ・デ・バルディビアがチリ遠征を開始した。ペルーから南下したバルディビアはアルマグロとの戦い（レイノウェレンの戦い）によって敵対的となったインディオと戦いながら、次第に本国スペインのような地中海性気候の地域に入り、翌1541年2月にピクンチェ人の協力によってサンティアゴ・デ・チレを建設した。ゴンサーロ・ピサロの乱の後、1549年にチリに戻ったバルディビアは1549年にラ・セレナを、1550年にはビオビオ川の北岸にコンセプシオンを建設した。1552年にコンセプシオンの周辺で金が発見されたため、スペイン人はビオビオ川を南下して征服を始めたが、これにマプーチェ人は激しく抵抗した。かつて捕虜になり、バルディビアの馬丁を務めていたマプーチェ人のラウタロは脱走の後にマプーチェをまとめて反旗を翻し、スペイン人に戦いを挑んだ。バルディビアはラウタロを制圧しようとしたが、乗馬を覚え、スペイン人の戦術を取り入れたラウタロは1553年にバルディビアを捕えて処刑した。

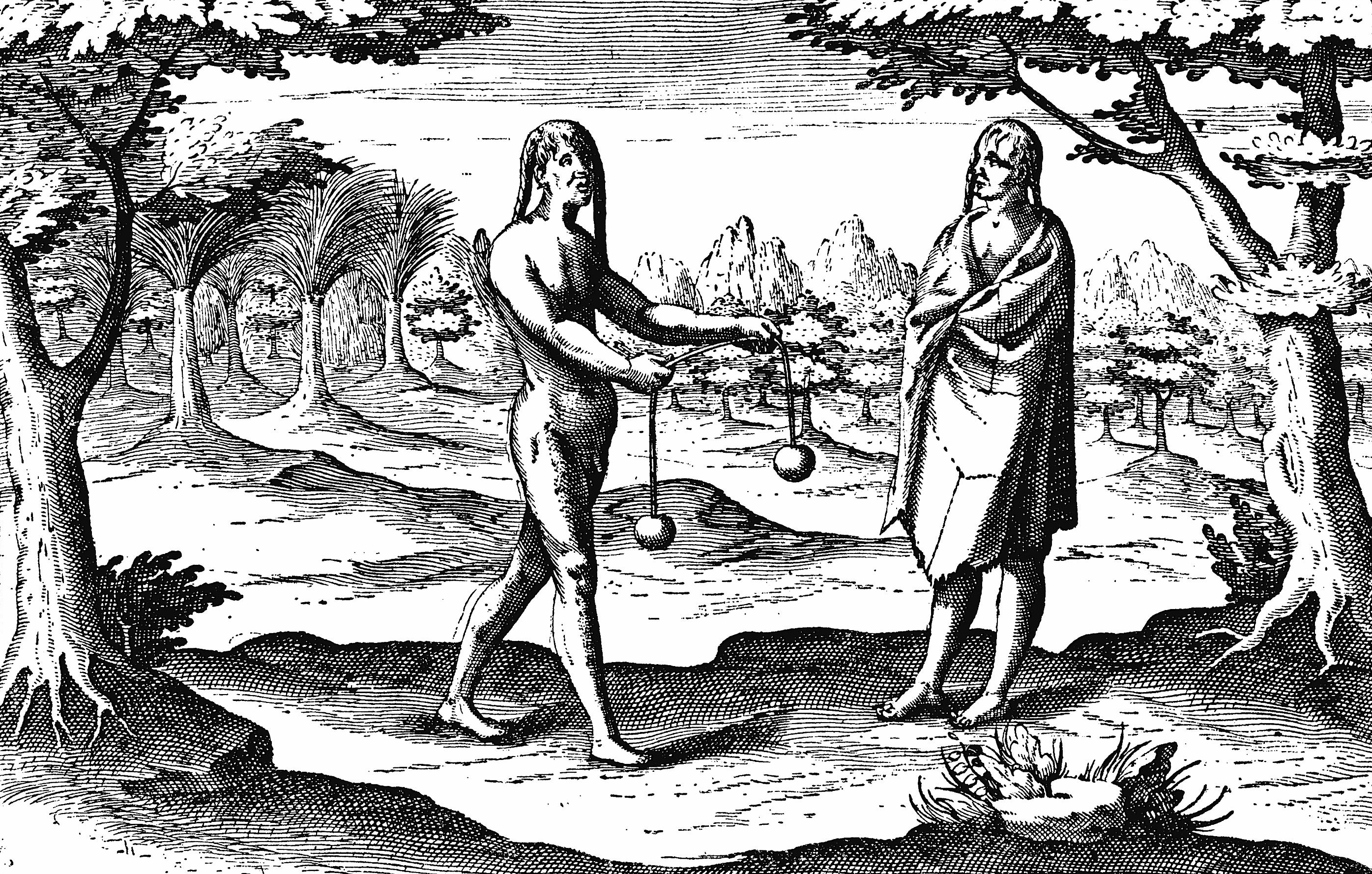
ウルグアイの先住民 Hendrick Ottsen 1603年

この後に300年間に渡ってビオビオ川を挟み、スペインとマプーチェ人の間でアラウコ戦争（1536年 - 1883年）が継続されるが、カウポリカンやコロコロといった優秀な指導者達により、マプーチェ人は独立を維持し続けた。
ラ・プラタ地方（現在のアルゼンチン、ウルグアイ、パラグアイ）では、1516年にフアン・ディアス・デ・ソリスが現在のウルグアイの地に上陸した。ラ・プラタ地方の大西洋側にはチャルーア人やグアラニー人が居住していたが、ソリスはインディオのチャルーア人に殺害された。1536年にバスク人貴族のペドロ・デ・メンドーサがラ・プラタ川の西岸にヌエストラ・セニョーラ・サンタ・マリア・デル・ブエン・アイレを建設した。1537年にはパラナ川の上流にフアン・デ・サラサールによってヌエストラ・セニョーラ・サンタ・マリア・デ・ラ・アスンシオンが建設された。ブエノスアイレスは飢えとインディオの攻撃により、1541年に放棄されたが、生き残りはアスンシオンに避難し、以降しばらくアスンシオンはラ・プラタ地方の中心地となった。アスンシオンからの植民団のニュフロ・デ・チャベスにより、アルト・ペルー東部にサンタクルス・デ・ラ・シエラが建設された。その後もアスンシオンからはサンタフェ（1573年）、コリエンテス（1580年）などが建設され、1580年にはフアン・デ・ガライにより、ラ・トリニダーとしてブエノスアイレスが再建された。ラ・プラタ地方の開発は内陸部のペルー方面からも進められ、1553年には植民地時代最古に建設された現存するアルゼンチンの都市サンティアゴ・デル・エステロが建設され、1573年には中部のパンパにコルドバが建設された。アイマラ人の居住していた地にもサン・ミゲル・デ・トゥクマン（1565年）とサルタ（1582年） が建設された。1560年にはチリからの植民団によってメンドーサが建設されたが、メンドーサはチリ総督領に組み込まれた。バンダ・オリエンタル（現在のウルグアイ）の征服は遅れたが、1726年にはサン・フェリペ・イ・サンティアゴ・デ・モンテビデオが建設された。

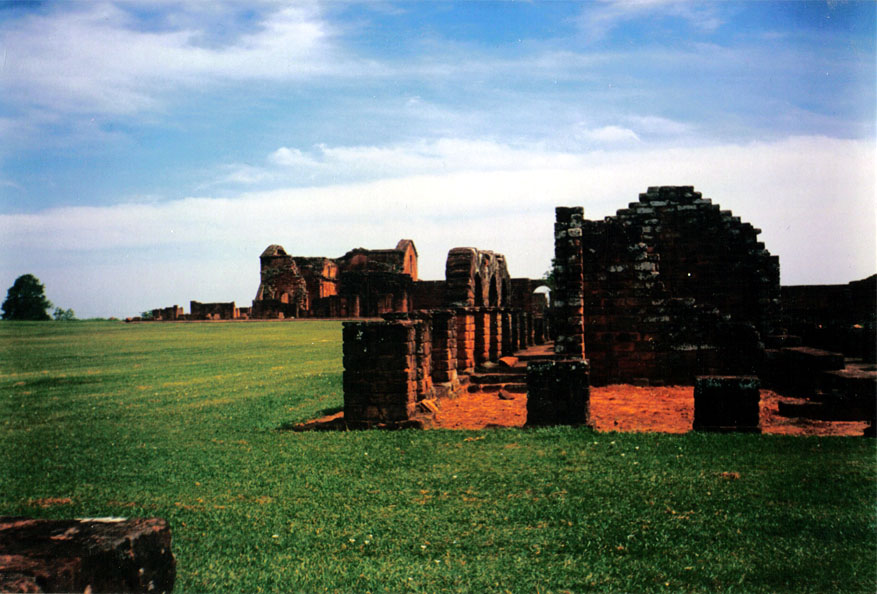
パラグアイのイエズス会伝道所跡

ラ・プラタ地方やチリでもインディオの征服は進められたが、パタゴニアのチャルーア人やマプーチェ人は頑強にスペイン人に抵抗し、遂に植民地時代を通してスペイン政府は彼等を征服することができなかった。アラウコ戦争は植民地時代を通して続き、チリがアラウカニア制圧作戦によりマプーチェを征服したのは実に300年後の1881年だった。

### グアラニー人
パラグアイやアルゼンチン北東部、ウルグアイ東部、ブラジル南部、ボリビア東部ではイエズス会によるカトリック布教村落が多数築かれ、グアラニー人やチキート人に対する布教が進められた。最初の布教村落は1610年に建設され、イエズス会伝道所はスペイン王権を受け入れない独自の世界を築きあげた。イエズス会の伝道所ではインディオの改宗事業と共に、グアラニー語が保護され、奴隷労働は禁止された。しかし、ポルトガル領ブラジル（1530年 - 1815年）のサンパウロを拠点としたバンデイランテス（奴隷狩りの探検隊）によって布教村落は度々襲撃され、その度にグアラニー人は奴隷化されてブラジルに連行された。

## 後世に及ぼした影響

### 植民地支配体制確立後の中南米社会の様相

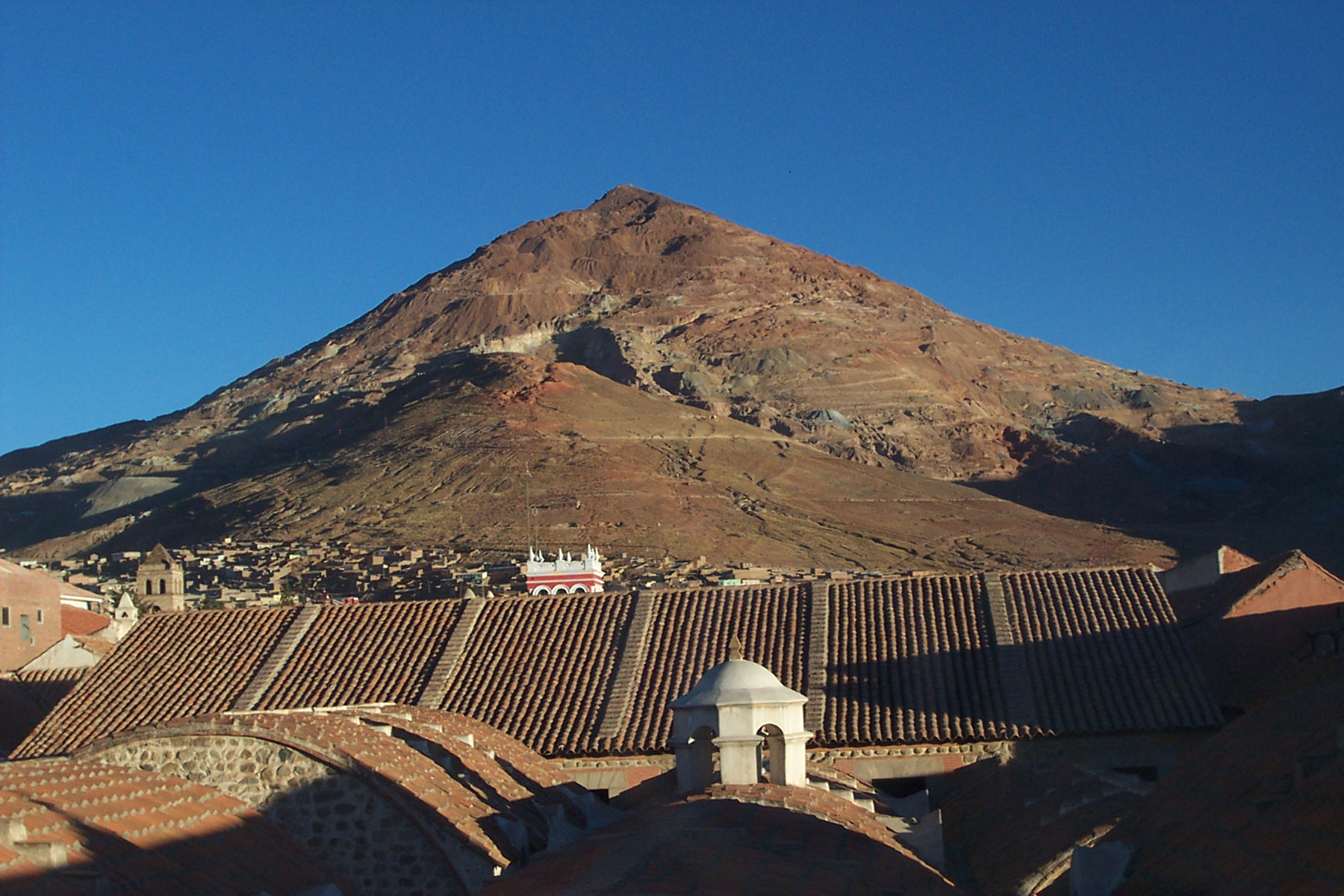
ポトシのセロ・リコ（富の山）。植民地時代には銀が、ボリビア独立後には錫が採掘された。ポトシの銀はヨーロッパ先進国に流入し、現在の繁栄の礎を築いたが、2007年現在のボリビアは未だに南米で最も貧しい国である。

征服後、スペイン人を頂点とする厳格で抑圧的な植民地支配の体制が確立されていった。征服後の社会でスペイン人たちは圧倒的な社会的、経済的な力をもち、それを背景に多くのインディオ女性を妾として性的関係を結ばせた。これによってメスティーソの数がさらに、増加することとなる。また、スペイン人の文化が至上のものとされ、インディオの文化は卑しく醜いものとされた。さらに、アフリカ大陸から多数の黒人奴隷が連行され、北はフロリダ半島から南はラ・プラタ川まで各地で黒人は家内労働やプランテーションでの重労働に従事した。
この征服によって中南米社会の様相は一変し、現在に至るまで続く白人優位の下にメスティーソ、インディオ、黒人といった社会構造が形成された。スペインによって征服された地はインディアス、または、イスパノアメリカと呼ばれるようになった。イスパノアメリカは同時期のポルトガルによる植民地化と併せて、19世紀半ばからこの地域はラテンアメリカと呼称されるようになった。
また、アメリカ大陸とヨーロッパの相互に様々なものがもたらされた。ヨーロッパからアメリカ大陸にもたらされたもので重要なものには、世界宗教としてのキリスト教、コムギ・サトウキビ・コーヒーなどの農産品、馬・牛・羊などの家畜、車輪、鉄器があり、また、ヨーロッパ人自身も入植者としてそれに含まれる。また、天然痘、麻疹、インフルエンザなどの伝染病があった。一方アメリカ大陸からヨーロッパには、 メキシコ原産のトウモロコシやサツマイモ、東洋種のカボチャ、トウガラシ、アンデス高原原産のジャガイモや西洋種のカボチャ、トマト、熱帯アメリカ原産のカカオなどが伝えられ、スペイン料理やイタリア料理などのヨーロッパ諸国の食文化に大きな影響を与えた。その他にはタバコや梅毒も伝えられた。

### エンコミエンダ・コレヒドール・ミタと資本流出
征服活動が一段落したのちは漸次制圧地域の安定化が図られ、南アメリカのエンコミエンダ制やコレヒドール制、ミタ制といった植民地支配のための制度の整備は1569年から1581年まで着任したペルー副王フランシスコ・デ・トレドの統治によって完成した。ミタ制でかき集められ、ポトシの鉱山で強制労働に服したインディオは強制労働によって多数死亡し、「鉱山のミタ」はインディオから恐れられた。 ポトシ鉱山は1545年に現ボリビア共和国の南部に当たる地域に発見されたが、その豊富な銀を採掘するためにトレドの改革によって定められたミタ制によってティティカカ湖周辺やクスコから集められた人々は酷使されたのである。トレドは1572年に水銀アマルガム法を導入して銀生産量を上げたが、採掘のために酷使された先住民の多くは苦役の末に死亡し、その数は100万人とも言われる。このようにインディオは奴隷や農奴として搾取され、安価で酷使されるプロレタリアートとなってスペイン人の経済活動に奉仕させられた。
イスパノアメリカのポトシやグアナファト、サカテカスの鉱山では銀が、ベネズエラではプランテーション農業でカカオなどが、インディオや黒人の奴隷労働によって生産され、生産された富はスペインでは蓄積されずに戦費や奢侈に使われ、西ヨーロッパ諸国に流入して価格革命や商業革命を引き起こした。この重商主義的過程は、大西洋三角貿易によるイギリス領バルバドスやジャマイカ、フランス領サン＝ドマングでの砂糖プランテーションによる収益や、18世紀のゴールドラッシュによりポルトガル領ブラジルからイギリスに大量に流出した金と共に、西ヨーロッパ諸国の資本の本源的蓄積を担い、オランダやイギリスにおける産業資本主義の成立と、それに伴うヘゲモニーの拡大を支えた。
一方、ヨーロッパの繁栄とは対極にラテンアメリカ現地では資本流出により経済の従属と周辺化が進み、僅かに残った資本もスペイン同様奢侈に使われ、蓄積されることがなかった。鉱山やプランテーションでの重労働により民衆の困窮も続いた。エドゥアルド・ガレアーノは西インド諸島での奴隷貿易や、砂糖プランテーションによる西ヨーロッパ諸国の資本の本源的蓄積と併せてこの過程をこう述べている。

### 改宗

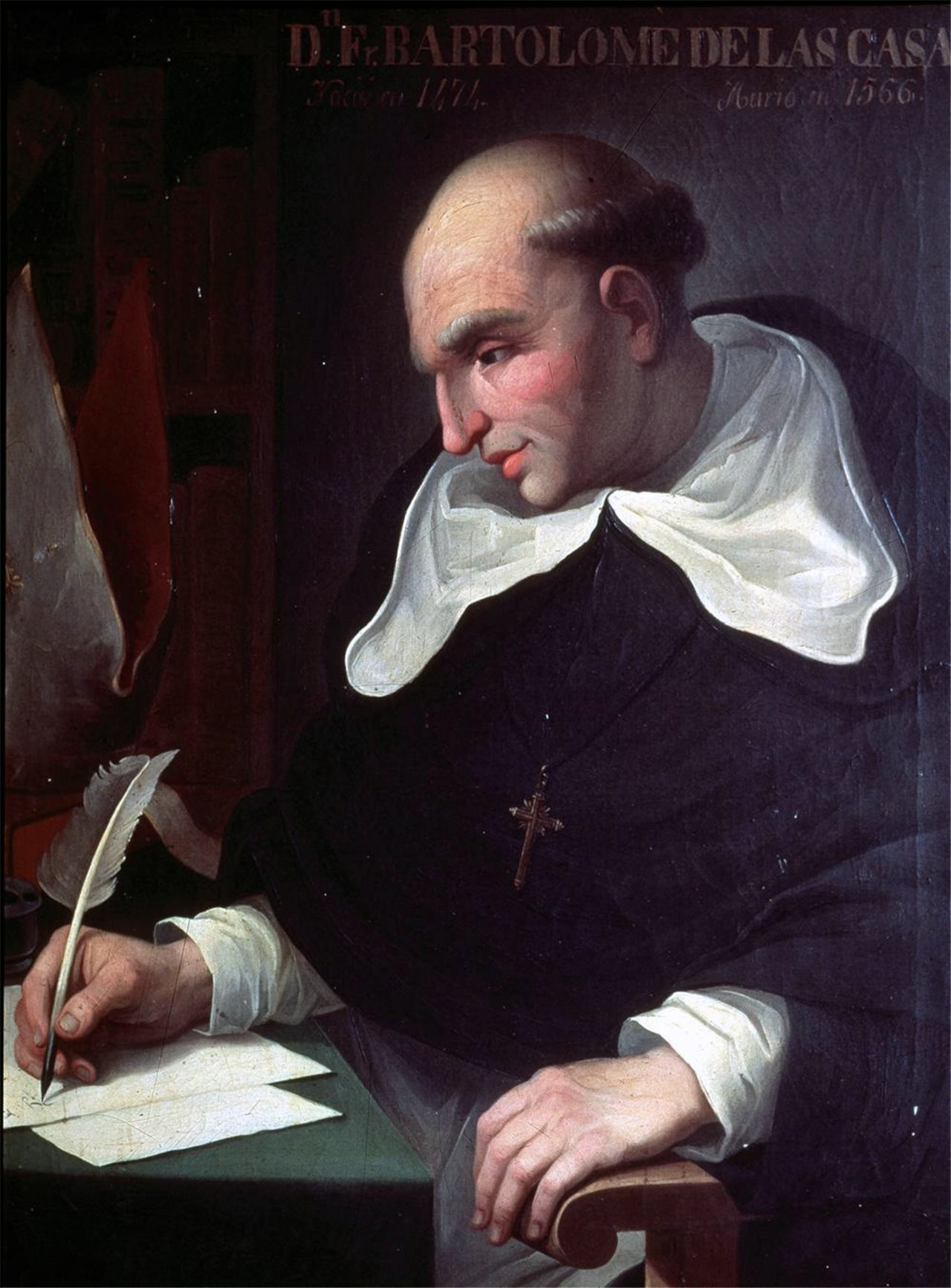
バルトロメ・デ・ラス・カサス神父。バリャドリー論争のような困難の中でもインディオを擁護した

インディオへのカトリックの布教も大々的に進められ、キリスト教への改宗と、インティやパチャママへの信仰といった本来のインディオの信仰の廃棄が暴力を背景として進んだ（強制改宗）。一方でイエズス会の布教村落が築かれたパラグアイなどではスペイン・ポルトガル王権からのインディオの保護が進んだ。
征服当初からの疫病（インディオは旧大陸の病気に免疫を持たなかった）、戦争、強制労働によって15世紀から17世紀までの間に数千万人単位のインディオの命が失われ、カリブ海の大アンティル諸島のようにインディオが絶滅した地域もあった。どれだけの人口減があったかは定かではないが、少なくともペルーでは、インカ帝国時代に1000万を越えていた人口が1570年に274万人にまで落ち込み、1796年のペルーでは108万人になった（数字はH.F.ドビンズの推計による）。
また、このような征服事業は思想的な正当化が図られた。初期においてはキリスト教信仰と、「半人間」である非キリスト教徒のインディオへの改宗事業によって思想的な正当化が図られた。これに対し、1537年にローマ教皇パウルス3世が「新大陸の人間は真正の人間である」と宣言し、インディオへの非人道的対応を改めるようカトリック教会の立場を打ち出したが、人文主義者のファン・ヒネス・デ・セプルベダのように、教皇の宣言を認めない人物も現れた。これに対し、バルトロメ・デ・ラス・カサス神父のように、キリスト教の立場からインディオ文明を擁護したスペイン人も少数存在したが、植民地支配体制を揺るがすことは出来なかった。キリスト教の後に犯罪の思想的正当化の試みは啓蒙主義や自由主義によって行われ、フランシス・ベーコンやシャルル・ド・モンテスキュー、デイヴィッド・ヒュームらはインディオを「退化した人々」とし、ヨーロッパ人による収奪を正当化した。19世紀に入ると、「近代ヨーロッパ最大の哲学者」ことヘーゲルはインディオや黒人の無能さについて語り続け、近代哲学の立場から収奪を擁護した。19世紀後半には社会進化論などの様々な立場から、インディオやメスティーソ、黒人に対する収奪を近代科学によって正当化する試みが進んだ。

### 黒い伝説
「黒い伝説」とはスペイン人による新大陸征服を、政治的プロパガンダの下に否定的に伝えたものである。これによれば、コンキスタドーレスの初期のアメリカ大陸での基本方針は、レコンキスタ終焉後の宗教的熱狂から来るキリスト教の布教と、入植することよりもまず黄金や財宝をかき集めることにあった。コンキスタドーレスはマヤ文明、アステカ文明、インカ文明といったアメリカの文明を破壊して金や銀を奪い、莫大な富をスペインにもたらした。この過程で多くのインディオが虐殺され、キリスト教への改宗事業が進み、また、インディオ女性に対する強姦が横行し、さらに、ヨーロッパ由来の疫病が免疫のない多数のインディオの命を奪った。スペインにもたらされた富はスペインの王侯貴族による奢侈や、オスマン帝国やオランダ、イギリスといった勢力との戦費に使用されてその多くがスペインから流出した。これは後の重商主義による奴隷制プランテーションや大西洋三角貿易、ポトシやグアナファト、サカテカス、ミナスジェライスの鉱山からの金や銀の流出に先駆けて、オランダやイギリスにおける資本の本源的蓄積の原資を担った。
スペインは南米侵略以降、暴虐の限りを尽くし、サント・ドミンゴ、プエルトリコ、ジャマイカ、キューバなどを征服。その先住民およそ100万人を殺すか病死させるか奴隷にした結果、ほとんどが絶滅してしまった。純血は確実に絶滅してしまったため、いまでは白人と黒人で成り立っている。
またインカ帝国、マヤ帝国、アステカ帝国はスペイン人の植民地政策による虐殺またはヨーロッパからもたらされた疫病により人口が激減し、例えば最大で1600万人存在していたインカ帝国の人口は108万人まで減少。アステカ帝国の領域では、征服前にはおよそ1100万人であったと推測される（2500万人とする説もある）先住民の人口が、1600年の人口調査の結果では、100万人程度にまで激減した。
スペインはその植民地政策において、アメリカ合衆国・カナダとは比べ物にならない数の先住民を一掃してしまった。生き残った先住民も侵略者である白人と黒人奴隷との混血が進んだ。

## 脚註
1. ↑  落合一泰「アメリカ大陸の征服とヨーロッパ移民の到来」『民族交錯のアメリカ大陸』 大貫良夫（編）山川出版 1984
2. ↑  「対ボリビア国別援助計画第一次案」平成19年 日本国外務省のホームページより 2009年4月8日閲覧
3. ↑  引用文はエドゥアルド・ガレアーノ（著）、大久保 光夫（訳）『収奪された大地 ラテンアメリカ五百年』新評論 1986 p.162より引用
4. ↑  増田義郎・柳田利夫（著）『ペルー 太平洋とアンデスの国 近代史と日系社会』中央公論新社 p.13
5. ↑  エドゥアルド・ガレアーノ『ラテンアメリカ五百年 収奪された大地』大久保 光夫訳 新評論 1970,1986 pp.102-104
6. ↑  「ヒュームと人種主義思想」『奈良県立大学研究季報』 2002
7. ↑  “黒い伝説”.  コトバンク. 2016年2月25日閲覧。

## 関連文献
- 網野徹哉『インカとスペイン 帝国の交錯』講談社〈講談社学術文庫 興亡の世界史〉、2018年。
- ルイス・ハンケ（英語版） 著、佐々木昭夫 訳『アリストテレスとアメリカ・インディアン』岩波書店〈岩波新書〉、1974年。ISBN 4-00-413063-8。（原書 Hanke, Lewis (1959), Aristotle and the American Indians: A Study in Race Prejudice in the Modern World）
- バルトロメ・デ・ラス・カサス『インディアスの破壊についての簡潔な報告』染田秀藤訳、岩波書店〈岩波文庫〉、1976年。改訳版：2013年
- バルトロメ・デ・ラス・カサス 著、石原保徳 編『インディアス史（七）』長南実訳、岩波書店〈岩波文庫〉、2009年3月。
- アーヴィング・ラウス（英語版） 著、杉野目康子訳 訳『タイノ人―コロンブスが出会ったカリブの民』法政大学出版局〈叢書・ウニベルシタス〉、2004年。（原書 Rouse, Irving (1992), The Tainos: Rise and Decline of the People Who Greeted Columbus (英語), Yale University Press）